# محمل انزلاقي

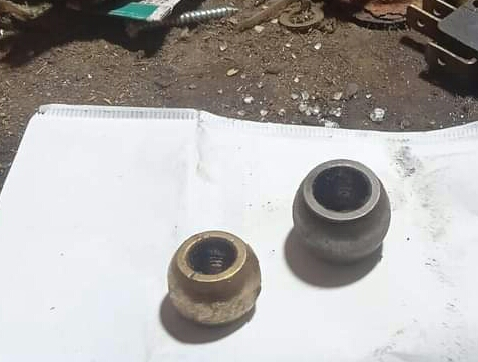
محمل انزلاقي كروي لماتور (Ball Bushing Motor).

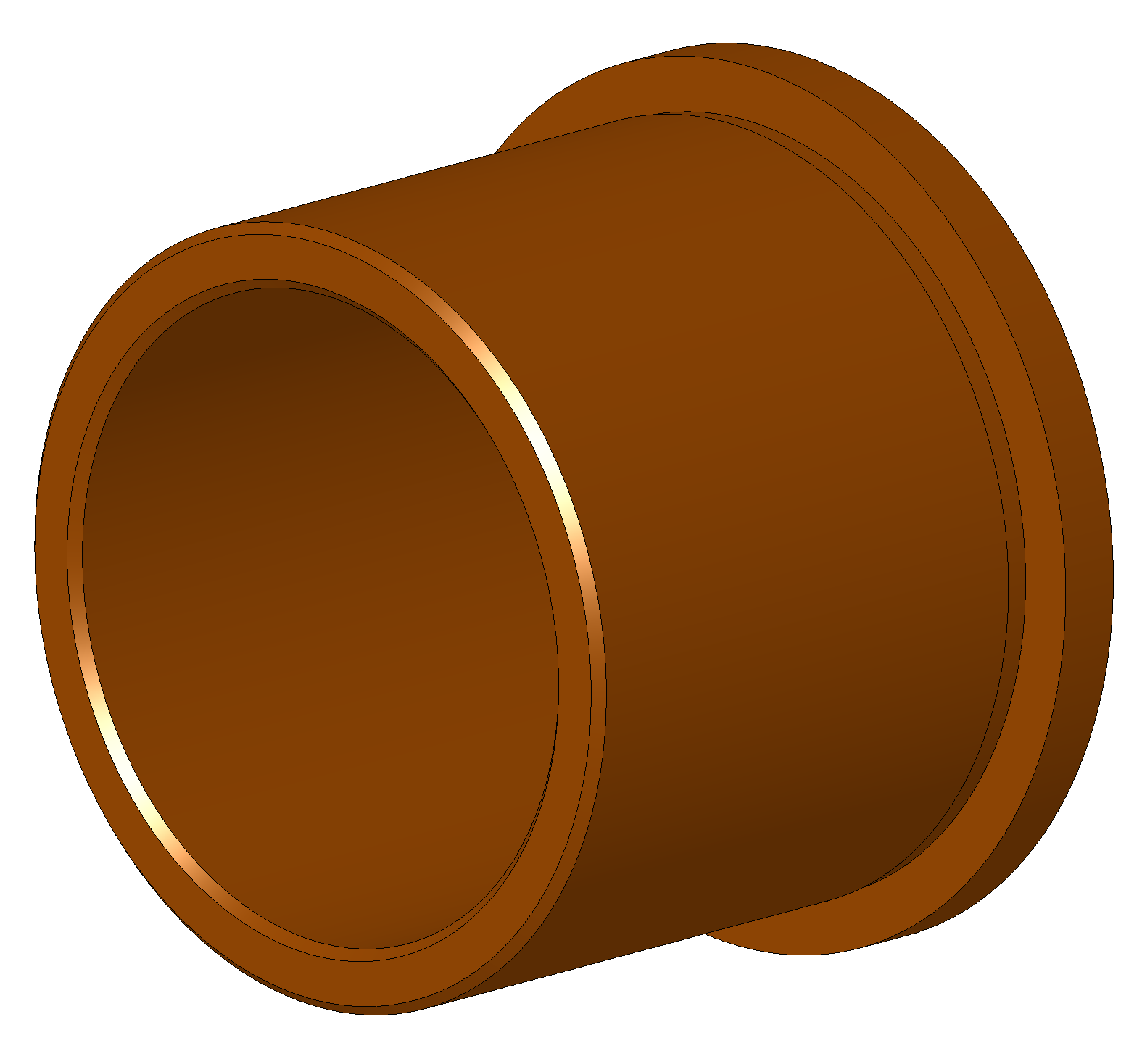
محمل انزلاقي اسطواني.

المحمل الانزلاقي أو المحمل المستوي أو محمل الانزلاق، ويدعى أحيانًا في مجال السكك الحديدية (المحمل الصلب، أو محمل الجريدة، أو المحمل الاحتكاكي)، هو أبسط أنواع المحامل، ويتكون من مجرد سطح حامل ودون عناصر دوارة. لذا تنزلق الجريدة (أي الجزء من العمود الملامس للمحمل) على السطح الحامل. أبسط مثال على المحمل الانزلاقي هو عمود يدور في ثقب. يمكن أن يكون المحمل الخطي البسيط زوجًا من الأسطح المستوية المصممة للسماح بالحركة؛ كدرج والمحامل التي ينزلق عليها أو الأخاديد في سرير المخرطة.
المحامل المستوية بشكل عام هي أقل أنواع المحامل تكلفةً. هي أيضًا صغيرة الحجم وخفيفة الوزن، ولها قدرة كبيرة على رفع الأحمال.

## تعريفات
تُصنع المحامل الانزلاقية من عدة مواد مختلفة بحسب المهمة المُراد استعمالها فتحكم تماس بين جزئين ثابتين بينما تسمح بحركة الجزء المتحرك بحركة دورانية وترافقها الحرارة للجزء المتحرك احياناً، فيقتصر دورها على تقليل الاحتكاك وتبديد الحرارة وتكون قساوتها أقل من الجزئين المتحاكيين أي يكون التآكل على حسابها وبالتالي تزيد من عمر الأجزاء المتداخلة.

## تصميمه
يعتمد تصميم المحمل الانزلاقي على نوع الحركة التي يجب على المحمل توفيرها. الأنواع الثلاثة الممكنة للحركة هي:
المحمل القطري (أو محمل الاحتكاك أو محمل الجريدة أو المحمل الدوراني): هذا أكثر أنواع المحامل المستوية استخدامًا؛ وهو ببساطة عمود يدور في محمل. في تطبيقات السيارات والقطارات يشير استخدام مصطلح محمل الجريدة بالتحديد إلى المحمل المستوي عندما يُستخدم في نهايات محاور مجموعات عجلات السكك الحديدية، وتغلفه صناديق الجريدة (صناديق المحاور). محامل صناديق المحاور المستخدمة حاليًّا هي محامل ذات عناصر متدحرجة بدل المحامل الانزلاقية.
المحمل الخطي: يوفر هذا النوع من المحامل حركة خطية؛ يمكن له أن يأخذ شكل محمل دائري وعمود أو أي سطحين آخرين متزاوجين (كالطبق الانزلاقي).
محمل الدفع: يوفر محمل الدفع سطحًا حاملًا للقوى المؤثرة بشكل محوري على العمود. من الأمثلة عليه المحمل في عمود الإدارة.

### التكاملي
المحمل الانزلاقي التكاملي يبنى داخل غرض الاستخدام كثقب مجهز في السطح الحامل. تصنع المحامل التكاملية الصناعية عادةً من حديد الصب أو البابت ويستخدم عمود من الفولاذ المقسى في المحمل.
ليست المحامل التكاملية شائعةً كغيرها لأن تركيب المحامل الانزلاقية القابلة للفك أسهل ويمكن استبدالها عند الضرورة. حسب المادة، يمكن أن يكون المحمل التكاملي أرخص ثمنًا ولكن لا يمكن استبداله. إذا اهترأ محمل تكاملي، يجب تغيير العنصر الداخل فيه بأكمله أو يعاد تشغيله (معدنيًّا) للتمكن من إدخال محمل انزلاقي قابل للفك ضمنه. كانت المحامل التكاملية شائعةً جدًّا في آلات القرن التاسع عشر، ولكنها أصبحت أقل استخدامًا بشكل تدريجي مع شيوع تصنيع الأجزاء القابلة للتبديل.
على سبيل المثال: من المحامل الانزلاقية التكاملية الشائعة المفصلة، وهي محمل دفع ومحمل جريدة في نفس الوقت.

### المحمل المستوي القابل للفك
المحمل المستوي القابل للتركيب هو محمل انزلاقي مستقل يدخل في غلاف لتوفير سطح حامل للتطبيقات الدورانية؛ هذا أكثر أشكال المحامل الانزلاقية شيوعًا. من التصاميم الشائعة له المحمل الصلب (القميص وذو الشفة)، والمنفصل، والمحكم. محمل القميص أو المحمل المنفصل أو المحكم هو مجرد «قميص» (أي أسطوانة) من مادة بقطر داخلي، وقطر خارجي، وطول. الفرق بين الأنواع الثلاثة هو أن الصلب صلب في كل محيطه، أما المنفصل فله شق طولي على امتداد طوله بأكمله، والمحكم مماثل للمنفصل ولكن بغطاء محكم يصل الأجزاء على عرض الشق الطولي. أما المحمل ذو الشفة فهو قميص ذو شفة على أحد طرفيه ممتدة بشكل قطري من القطر الخارجي إلى الخارج. تستخدم الشفة لوضع المحمل في المكان الصحيح عند التركيب أو لتوفير سطح محمل دفع.
محامل القمصان التي أبعادها بالإنش تستخدم دائمًا تقريبًا أبعاد نظام جمعية مهندسي السيارات. يستخدم هذا النظام الصيغة -XXYY-ZZ، حيث XX تمثل القطر الداخلي مقاسًا بالأجزاء الست عشرية من الإنش، YY هو القطر الخارجي مقاسًا بالأجزاء الست عشرية من الإنش، ZZ هو الطول مقاسًا بأثمان الإنش. توجد كذلك أحجام مترية.
لا يضغط المحمل الخطي عادةً في غلافه، بل يؤمَّن عمله بالخاصية القطرية. من الأمثلة على ذلك حلقات الإحكام، أو الحلقات المصبوبة على القطر الخارجي للمحمل والتي تطابق أخدودًا في الغلاف. وهذه عادةً طريقة أكثر تحملًا لحفظ المحمل القابل للفك، لأن القوى المؤثرة عليه يمكن أن تضغطه إلى الخارج.
يصطلح عادةً على تسمية شكل الدفع من المحامل القابلة للفك باسم رنديلة الدفع.

### مجموعة من الصور تُبين تطبيقات المحمل الانزلاقي

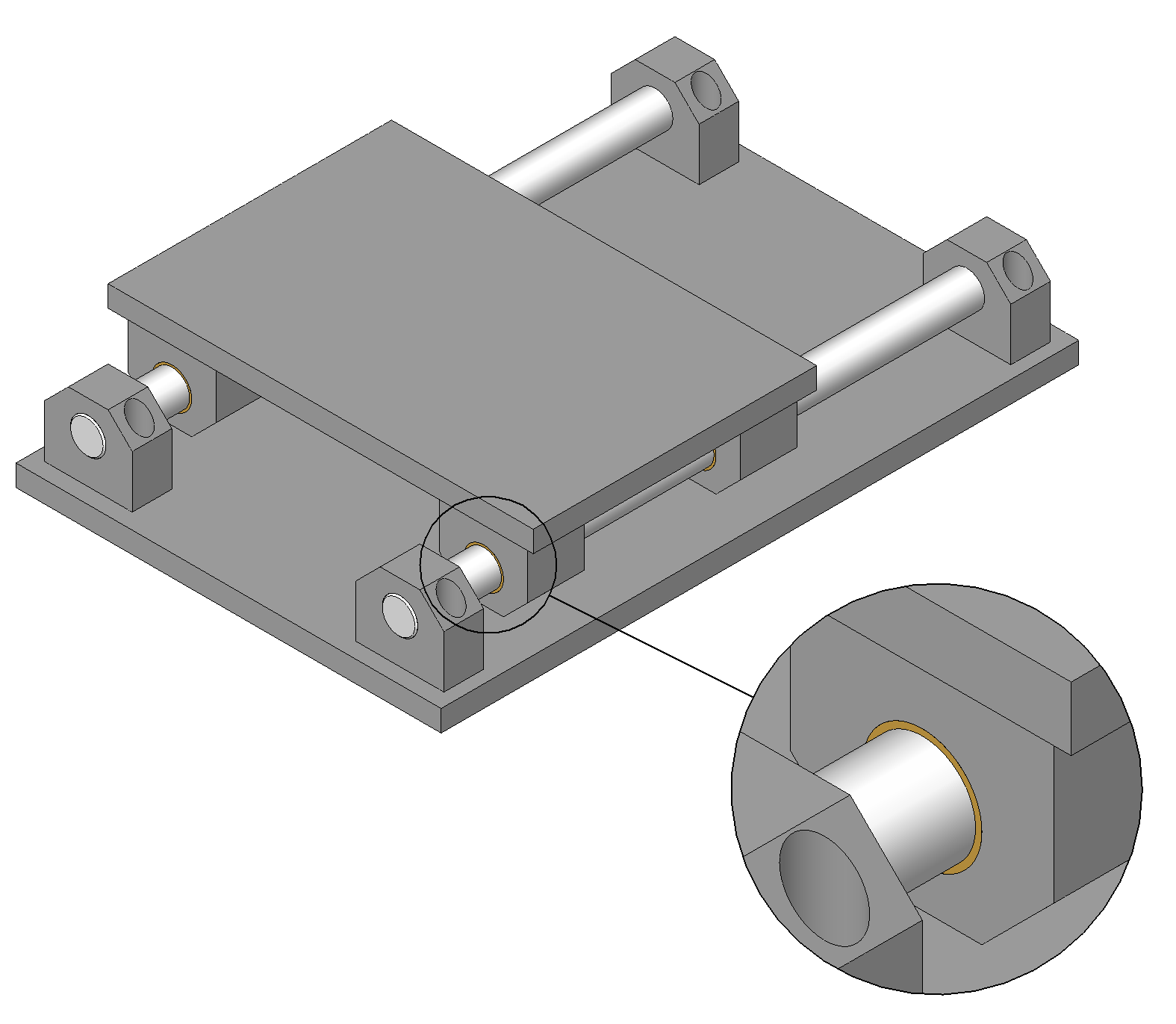
طاولة خطية بأربعة محامل خطية.

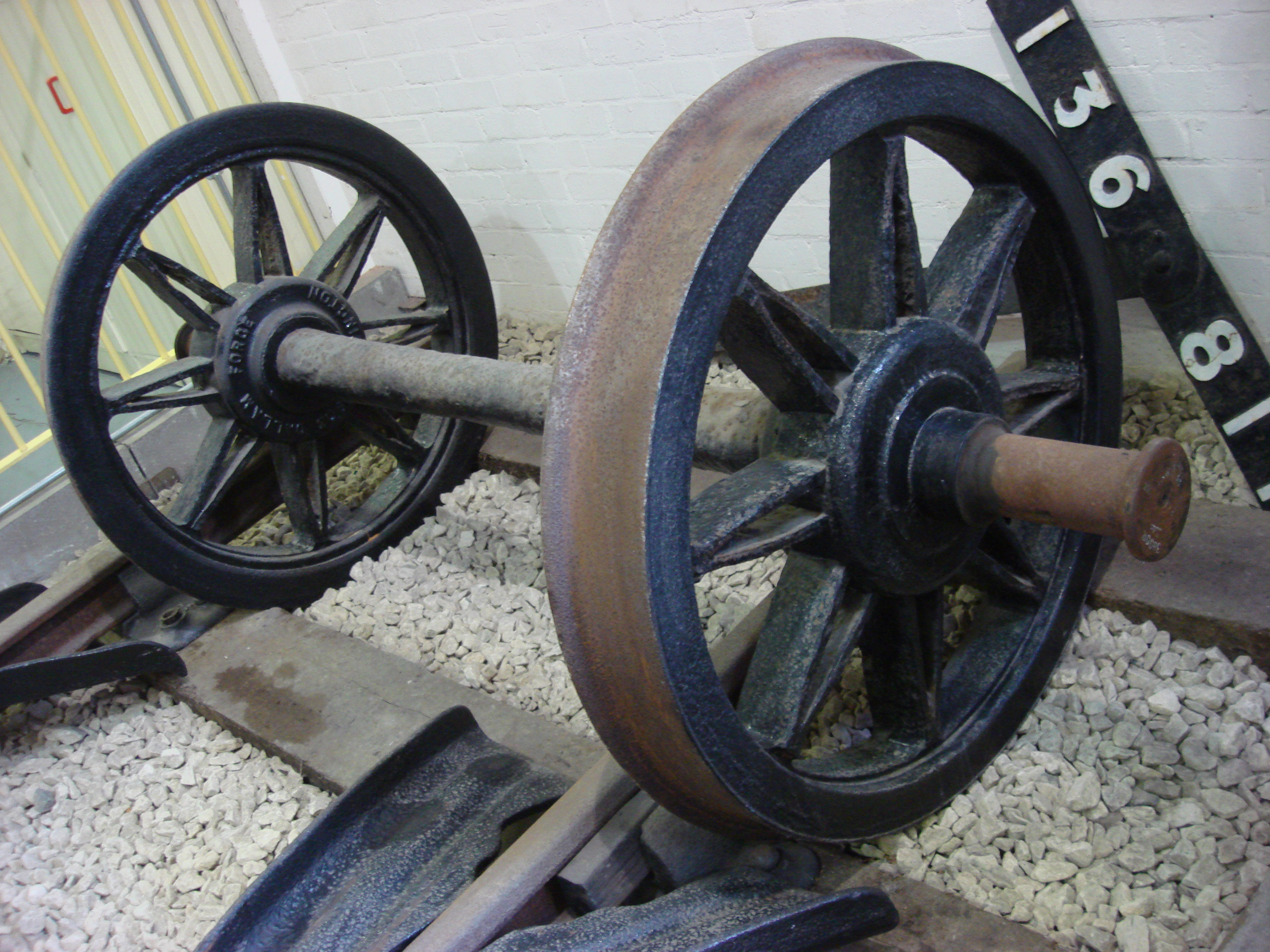
Wheelset (rail transport) عربة تستند في دورانها على محمل انزلاقي.

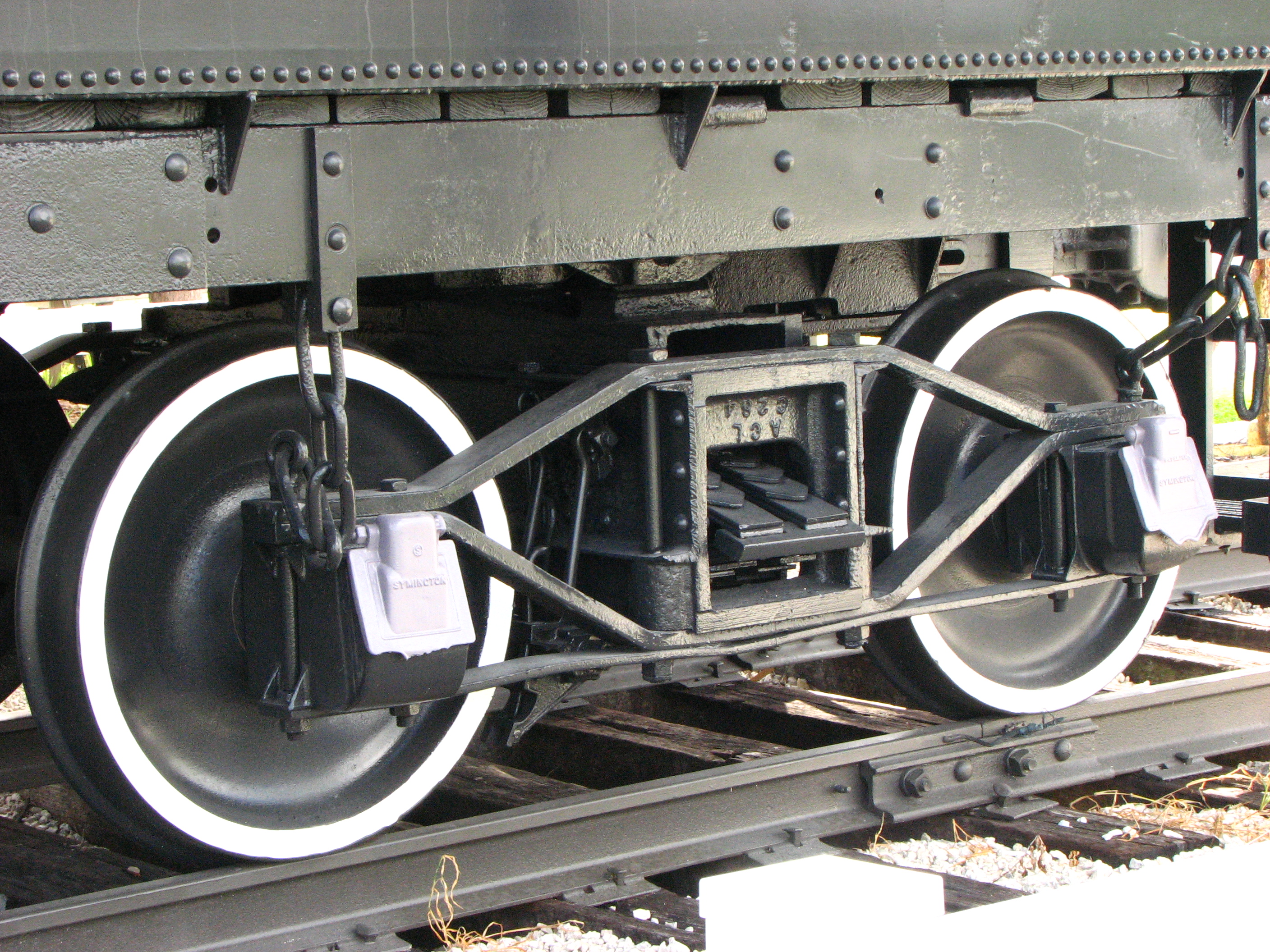
محمل انزلاقي في عجلات عربة محورية.

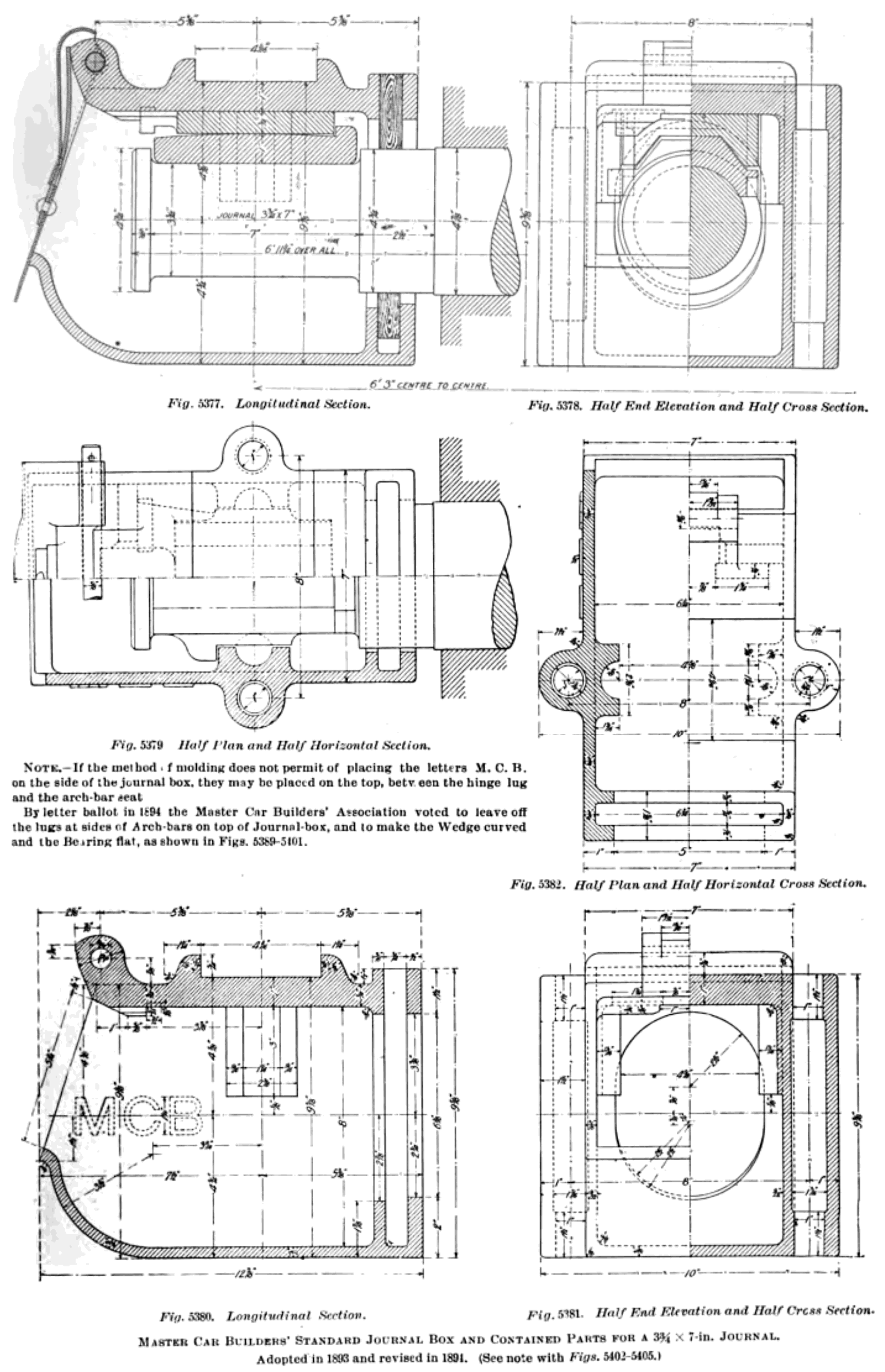
رسم تخطيطي List of railroad truck parts السكك الحديدية.

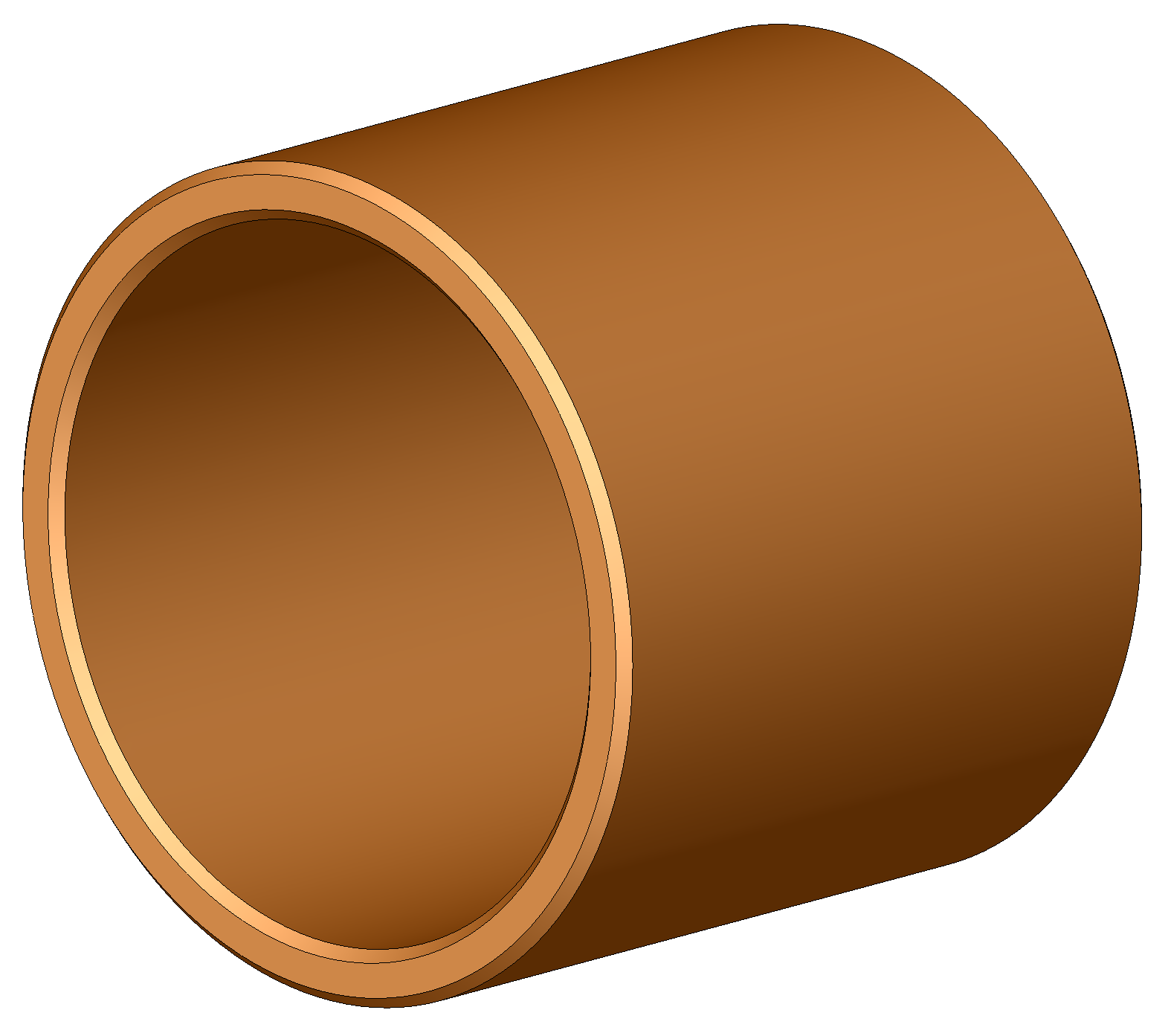
محمل انزلاقي ذو أكمام صلبة.

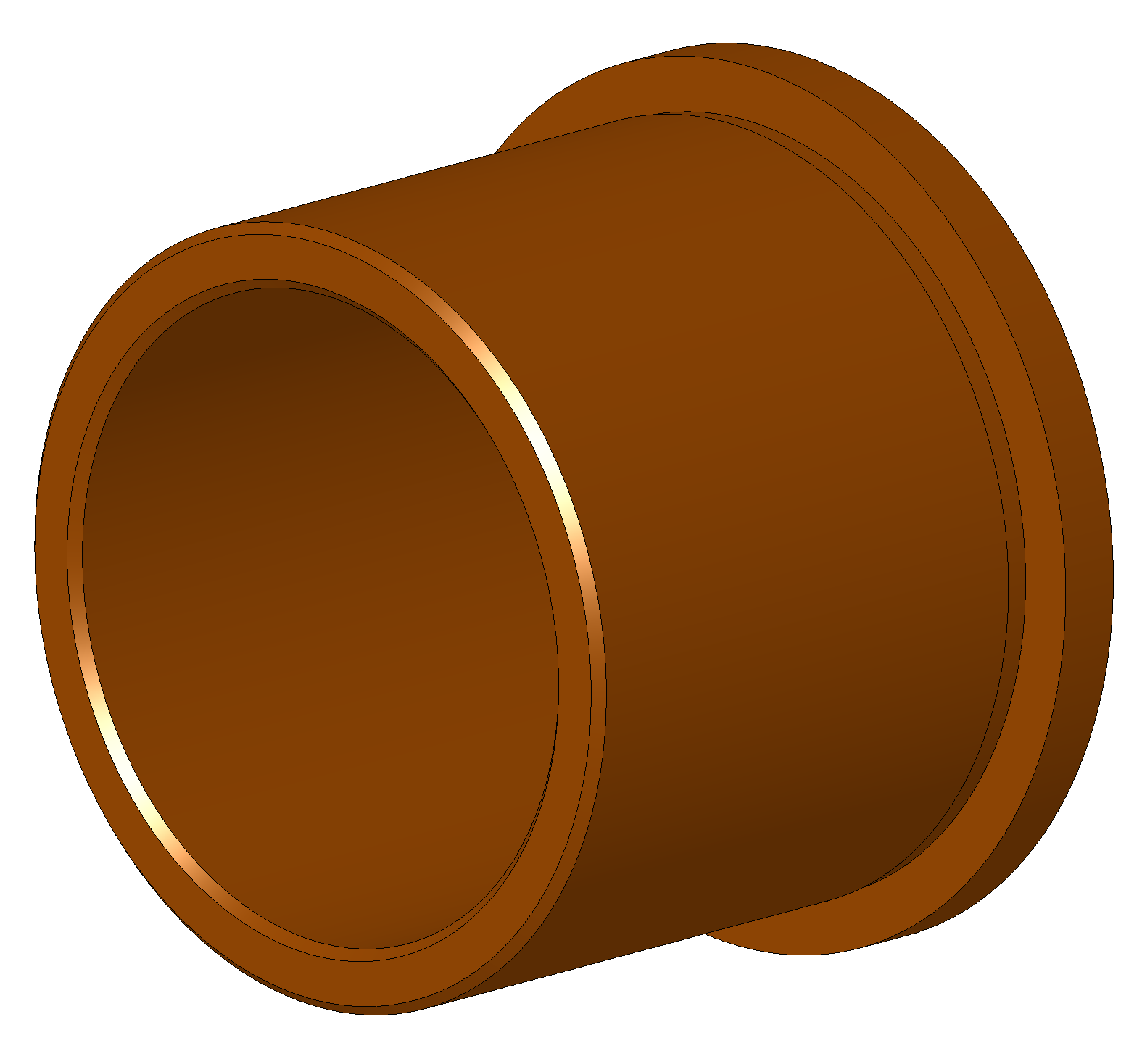
محمل انزلاقي ذو حواف.

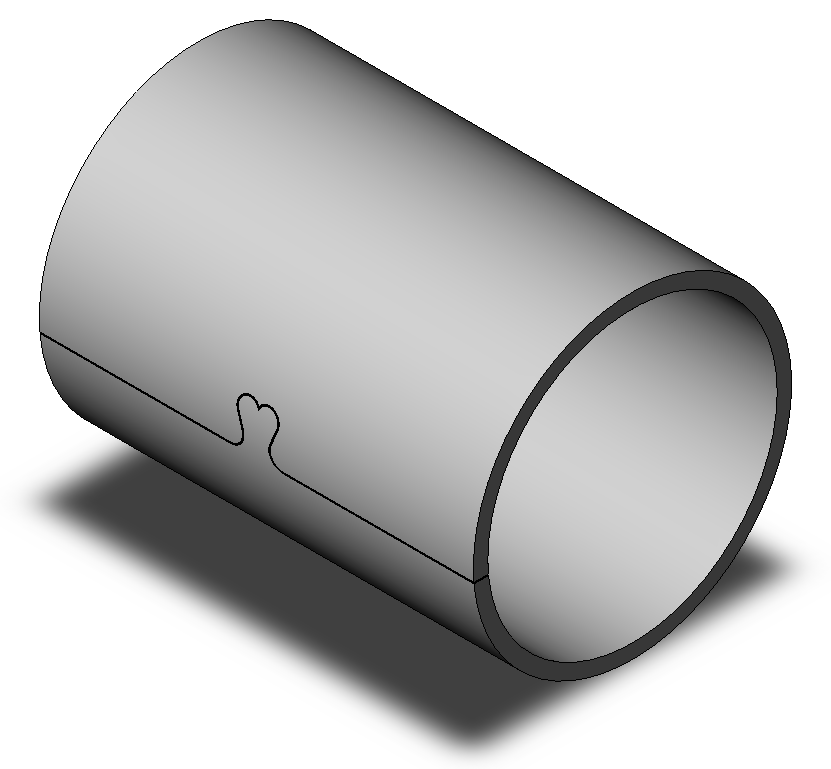
محمل انزلاقي clench أو ذو clinch.